# Rollberg (Berlin-Rosenthal)
Der Rollberg ist eine Anhöhe im Norden von Berlin.

## Lage und Umgebung
Der Rollberg befindet sich im Bezirk Pankow im Ortsteil Rosenthal. Er ist fast vollständig mit Kleingärten bebaut. Viele Straßen und Wege in der näheren Umgebung sind nach ihm benannt (Am Rollberg, Rollbergweg).
Nicht zu verwechseln damit ist die Rollbergsiedlung in Berlin-Neukölln.

## Höhe
Am Gipfel hat der Berg eine Höhe von 58,8 m. Die anliegende Straße Am Rollberg / Ecke Dietzgenstraße liegt bei 51,0 Metern. Die Höhenangabe wird auch für 1954 gemacht.